# Charlie Stewart
Charlie Stewart (* 9. September 1993 in Las Vegas) ist ein US-amerikanischer Schauspieler. Er ist international bekannt für seine Rolle des Bob in der TV-Serie Hotel Zack & Cody.

## Leben und Karriere
Stewart wurde in Las Vegas geboren. Seine Familie und er zogen nach Los Angeles. Dort wurden bald zwei Filmmanager auf ihn aufmerksam. Stewart hatte in vielen populären TV-Serien kleine Auftritte. Außer in Hotel Zack & Cody trat Stewart noch in den TV-Serien Eben ein Stevens, Becker, Malcolm mittendrin, How I Met Your Mother, Gilmore Girls, What’s Up, Dad?, Alles dreht sich um Bonnie und in einer kurzen Szene in Bones – Die Knochenjägerin (Staffel 7, Folge 18) auf. Außerdem hatte er einen Gastauftritt in Zack & Cody an Bord und spielte 2006 neben Tim Allen im dritten Teil der Disney-Santa-Clause-Saga, Santa Clause 3 – Eine frostige Bescherung. Stewart hat eine ältere Schwester.

## Filmografie (Auswahl)
- 2006: Santa Clause 3 – Eine frostige Bescherung The Santa Clause 3: The Escape Clause
- 2009: Ein Hund rettet Weihnachten (The Dog Who Saved Christmas)